# Rellinars
Rellinars és un municipi de la comarca del Vallès Occidental, al límit amb el Bages.
El sector oriental és accidentat pels contraforts occidentals de la serra de l'Obac, en els quals neix la riera de Rellinars, que aflueix al riu Llobregat per l'esquerra dins el terme de Castellbell i el Vilar. El 2019, l'alcaldessa és Marta Roqué.

## Geografia
- Llista de topònims de Rellinars (Orografia: muntanyes, serres, collades, indrets..; hidrografia: rius, fonts...; edificis: cases, masies, esglésies, etc).

## Economia
El sector forestal cobreix més de la meitat del terme. El conreu predominant és l'horta (tomàquets, mongetes i patates). La vinya havia estat el conreu bàsic però actualment només hi ha vinyes residuals. També foren importants les oliveres. Hi ha també cria de bestiar (porcs, conills i aviram). Té importància la funció de centre de segona residència i estiueig, sobretot de gent de Terrassa.

## Demografia
| Entitat de població | Habitants (2023) |
| Rellinars           | 883              |
| les Codines         | 40               |
| Font: Idescat       |                  |

| 1497 f | 1515 f | 1553 f | 1717 | 1787 | 1857 | 1877 | 1887 | 1900 | 1910 |
| ------ | ------ | ------ | ---- | ---- | ---- | ---- | ---- | ---- | ---- |
| -      | -      | 12     | 114  | 124  | 491  | 438  | 386  | 348  | 377  |

| 1920 | 1930 | 1940 | 1950 | 1960 | 1970 | 1981 | 1990 | 1992 | 1994 |
| ---- | ---- | ---- | ---- | ---- | ---- | ---- | ---- | ---- | ---- |
| 385  | 341  | 364  | 269  | 227  | 230  | 151  | 220  | 256  | 256  |

| 1996 | 1998 | 2000 | 2002 | 2004 | 2006 | 2008 | 2010 | 2012 | 2014 |
| ---- | ---- | ---- | ---- | ---- | ---- | ---- | ---- | ---- | ---- |
| 326  | 343  | 378  | 412  | 572  | 653  | 685  | 727  | 735  | 726  |

| 2016 | 2018 | 2020 | 2022 | 2024 | 2026 | 2028 | 2030 | 2032 | 2034 |
| ---- | ---- | ---- | ---- | ---- | ---- | ---- | ---- | ---- | ---- |
| 723  | 747  | 809  | 915  | 920  | -    | -    | -    | -    | -    |

## Festa patronal
La festa local se celebra el 8 d'abril.

## Entitats
- Amics dels gegants de Rellinars